# Henri Oreiller
Henri Oreiller (francès: Henri Jean Oreiller)  (12è districte de París, 5 de desembre de 1925 - 14è districte de París, 7 d'octubre de 1962) fou un esquiador alpí i pilot d'automobilisme i motociclisme francès.

## Biografia
Va néixer el 5 de desembre de 1925 a la ciutat de París, fill de l'immigrant italià Léon Oreiller i la saboiana Marguerite Favre.
Va morir d'un accident automobilístic el 7 d'octubre de 1962 a l'autòdrom de Linas-Montlhéry.

## Carrera esportiva
Especialista de l'esquí alpí, participà en els Jocs Olímpics d'Hivern de 1948 disputats a Sankt Moritz (Suïssa), on aconseguí la medalla d'or en les proves de descens i combinada, així com la medalla de bronze en la prova d'eslàlom. Les medalles aconseguides en aquests Jocs són vàlides per al Campionat del Món d'esquí alpí.
L'any 1952 participà en els Jocs Olímpics d'Hivern de 1952 celebrats a Oslo (Noruega), però el seu fracàs en les proves alpines comportà l'abandó de la pràctica de l'esquí. Interessat en la velocitat passà a disputar carreres de cotxes, patint un accident mortal l'any 1962.